# Королевская бутанская армия

Флаг Королевской бутанской армии

Королевская бутанская армия (КБА, дзонг-кэ བསྟན་སྲུང་དམག་སྡེ་, вайли bStan-srung dmag-sde) — это часть Вооружённых сил Бутана, отвечающая (согласно ст. 27 Конституции Бутана) за поддержание территориальной целостности страны и защиту государственного суверенитета в случае внешних угроз. Главнокомандующим КБА является Король Бутана.
Частью КБА являются Королевские телохранители Бутана — элитное подразделение, отвечающее за безопасность короля, его семьи и прочих высших лиц.
Принято (хотя и не является обязательным), чтобы в армии служил один сын из каждой бутанской семьи. В случае необходимости может собираться народное ополчение.

## История

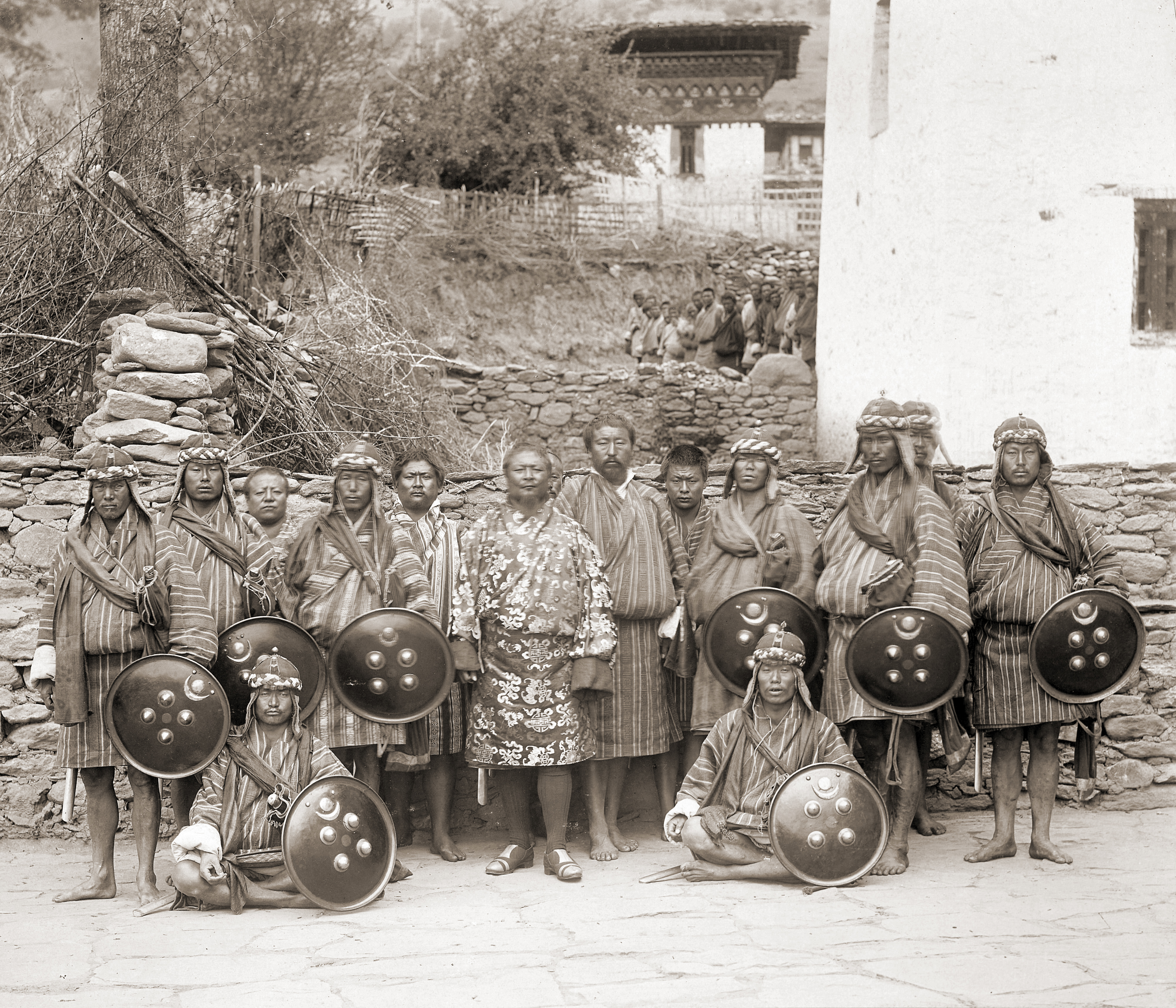
Первый Король Бутана Угьен Вангчук со своими телохранителями в 1905 (до создания Королевской Бутанской армии)

После того, как в 1950-х годах Народно-освободительная армия Китая вошла в Тибет, Индия начала оказывать постоянное давление на Бутан, требуя, чтобы тот отказался от своей политики нейтралитета и изоляционизма и принял индийскую экономическую и военную помощь, так как полагала Бутан наиболее слабым звеном индийско-китайской пограничной зоны. Под индийским давлением в 1958 году королевское правительство Бутана ввело призывную систему и запланировало создание постоянной армии из 2500 человек; ответственность за подготовку и экипировку КБА взяла на себя армия Индии. К 1968 году КБА состояла из 4850 человек, и призывная система позволяла увеличивать численность на 600 человек в год. В 1990 году численность КБА составила 6000 человек.

## Связь с Вооружёнными силами Индии
В Бутане находится тренировочная миссия Индийской армии (Indian Military Training Team, IMTRAT), ответственная за подготовку личного состава КБА и Королевских телохранителей. Офицеры КБА и Королевских телохранителей отправляются на обучение в индийскую Национальную академию обороны в Пуне и в Индийскую военную академию в Дехрадуне.
С мая 1961 года в Бутане действует специальное подразделение сапёрных войск Индии, которое построило 1500 км дорог и мостов, аэропорт Паро, ряд неиспользуемых посадочных площадок, вертолётные площадки и прочую инфраструктуру. Хотя они и предназначены для удовлетворения стратегических задач Индии, они приносят экономическую пользу и Бутану.

## Армейская авиация
В случае необходимости воздушной поддержки Королевская бутанская армия может полагается на Восточное воздушное командование ВВС Индии. Кроме того существует собственное авиакрыло из 7 транспортно-боевых вертолётов Ми-8 и транспортного самолёта Dornier 228.

## 2003 год: Операция «Всё чисто»
С начала 1990-х годов на территорию Бутана стали проникать сепаратисты из индийского штата Ассам. Индийское правительство стало оказывать давление на Бутан, и после провала попыток мирного разрешения конфликта королевское правительство Бутана решилось на военную акцию. 13 декабря 2003 года сепаратистам был предъявлен 48-часовой ультиматум. 15 декабря начались боевые действия. К 27 декабря 2003 года были захвачены все 30 лагерей сепаратистов, и к 3 января 2004 года все лагеря были уничтожены.

## Контингент
В 2006 году правительство Бутана приняло решение об уменьшении численности армии и увеличения военной подготовки населения Бутана, чтобы в случае необходимости можно было положиться на ополчение.

### Army Welfare Project
С 1974 года для лиц, уходящих в отставку из Королевской бутанской армии и Королевских телохранителей, действует Army Welfare Project, позволяющий им устроиться в гражданской жизни. В рамках этого проекта функционирует три ликёро-водочных завода; в 2001 году эти заводы произвели 8 миллионов литров крепких спиртных напитков, 60 % их продукции было реализовано в стране, а остальное пошло на экспорт в Индию.

## Звания
| Бутанское звание |                | Соответствует     |
| ---------------- | -------------- | ----------------- |
| Гунгджей         | Goongjey       | Фельдмаршал       |
| Макси Гунг       | Maksi Goong    | Генерал           |
| Гунглон          | Goonglon       | Генерал-лейтенант |
| Гунглон Вогма    | Goonglon Wogma | Генерал-майор     |
| Дозин Вангпон    | Dozin Wangpon  | Бригадный генерал |
| Макси Гом        | Maksi Gom      | Полковник         |
| Макси Вом        | Maksi Wom      | Подполковник      |
| Лингпон          | Lingpon        | Майор             |
| Чипон            | Chipon         | Капитан           |
| Деда Гом         | Deda Gom       | Лейтенант         |
| Деда Вом         | Deda Wom       | Второй лейтенант  |
| Димпон Гом       | Dimpon Gom     | Уорэнт-офицер     |
| Димпон Вом       | Dimpon Wom     | Сержант-майор     |
| Пелпон           | Pelpon         | Сержант           |
| Пелджаб          | Peljab         | Капрал            |
| Гопа             | Gopa           | Младший капрал    |
| Чъюма            | Chyuma         | Рядовой           |

## Вооружение

### Пистолеты
- : Beretta 92
- : Browning Hi-Power
- : SIG Sauer P220

### Автоматическое оружие
- : АК-101
- : АК-104
- : INSAS
- /: FN FAL
- : HK G3
- : HK416
- : SR-88
- : Ultimax 100

### Миномёты
Различные 82 миллиметровые миномёты.

### БТРы
- : БТР-60
- : MPV-1

### Авиация
- : Ми-8 - 2 вертолёта